# Janoš Flisar
Janoš Flisar (madž. Fliszár János) madžarsko-slovenski pisatelj, pesnik, prevajalec, novinar in učitelj, * 12. junij 1856, Šalamenci, Avstro-Ogrska, † 21. maj 1947, Murska Sobota, FLRJ.

## Življenje
Rodil se je evangeličanskim kmečkim staršem, očetu  Miklošu in materi Iloni (Heleni) Žibrik. V ljudsko šolo je hodil v Puconcih, nato v Čobinu (madžarsko Nemescsó). Od leta 1868 do 1875 je obiskoval licej v Šopronu. Kot učitelj je služboval v Križevcih, kjer je bil tudi kantor. Tam je živel njegov tast, pisatelj Ivan Berke. Po 25ih letih se je leta 1911 upokojil in naselil v Murski Soboti. Službo je dobil v Murskosoboški hranilnici, najprej kot dnevničar, nato pa kot blagajnik. Tukaj je ostal do leta 1923, ko je bil izbran za voditelja Evangeličanskega dijaškega doma v Murski Soboti, ki ga je tisto leto ustanovil Evangeličanski seniorat. Večkrat so ga poklicali v Križevce opravljati božjo službo, ki jo je tudi v Murski Soboti opravljal kot pomožni kantor.
Prevajal je madžarske pisatelje in pesnike, npr. Aranyja, Petőfija, Mikszátha, Jókaija (izhajali so v ameriškem izseljenskem časopisu Amerikanszki Szlovencov glász), urejal časopis Prijátel (ustanovil ga je Imre Augustič), koledarja Evangelicsanszki kalendar in Luther kalendar ter Düsevni liszt. Ko je leta 1880 začel izhajati tednik Muraszombat és vidéke je Flisar urejal slovenski del tega časopisa. Čeprav je Flisar večkrat prezrt ob omenjanju prekmurske evangeličanske književnosti, je bil brez dvoma najplodovitejši prekmurski pisatelj in pesnik vseh časov.
Po prvi svetovni vojni je napisal Vogrszki-vendiski recsnik i vendiski-vogrszki recsnik. V njem je pisal, da je prekmurski jezik »vendščina« (vendiski, vendszki jezik), vendar ni trdil, da ni slovenski jezik, ker je napisal, da je to tudi vogrszki szlovénszki ali sztári szlovénszki jezik. Tudi slovarja ni oddaljeval od slovenskega jezika. Flisar je simpatiziral z Madžarsko, vendar ni podpiral ekstremističnih stališč.

## Dela
Bibliografija je v celoti objavljena na spletni strani Pokrajinskega muzeja Murska Sobota. Sestavil jo je Franc Kuzmič.
- Prêkmurja znameniti evang. mô'zje (skupaj z Adamom Lutarom, 1926)
- Brez Bôga na szvêti (1931)
- Máli katekizmuš od rázločka vadlüvánj (1932)
- Luthera žítka spís z-slikami (1934)
- Zvráči me, Gospodne! (skupaj z Lutarom, 1936)
- Vsze je dobro, csi je konec dober (pripovedke, 1938?)
- Magyar-vend szótár/Vogrszki-vendiski rêcsnik (1922, 1942) in Vend-magyar szótár/Vendiski-vogrszki rêcsnik (1943, zares obrnjena varianta Vogrszkega-vendiskega rêcsnika)